# Водний кадастр
Во́дний када́стр (державний водний кадастр; англ. water cadastre, state water cadastre) — систематизоване зведення відомостей про водні ресурси країни. Включає відомості про водні об'єкти: моря, лимани, річки, озера, водосховища, ставки та підземні води, водокористувачів, а також відомості обліку використання вод. Водний кадастр складається з трьох розділів: поверхневі води, підземні води, використання вод.